# بلاي ستيشن آي
بلاي ستيشن آي (بالإنجليزية: PlayStation Eye؛ العلامة المسجلة « PLAYSTATION Eye »)‏ هي كاميرا رقمية شبيهة بكاميرا الويب صنعت للبلاي ستيشن 3 تستعمل تقنية الرؤية حاسوبية و التعرف على الحركة لمعالجة الصور الملتقطة بالكاميرا. تسمح هذه التقنية للتفاعل مع اللعبة باستخدام الحركة والألوان والأصوات هي خليفة الآي توي التي كانت على بلاي ستيشن 2 حيث نشرت في 2003. نشرت في الأسواق في 23 أكتوبر في الولايات المتحدة في 2007، وفي 25 أكتوبر في أستراليا وفي 26 أكتوبر في أوروبا.

## الكاميرا
الكاميرا قادرة على التقاط فيديو المعدل أطر له 60 في 640*480 دقة تفاصيل صورة و 120 هرتز في 320*240 بكسل

## البلاي ستيشن موف
الكاميرا تدعم بلاي ستيشن موف عن طريق استشعار الحركة بتحديد موقع الكرة أعلى البلاي ستيشن موف